# Francesc d'Assís Casas i Llompart
Francesc d'Assís Casas i Llompart (Palma, 1905 - Illetes, Calvià, 1977) fou un arquitecte i urbanista mallorquí.
Casas inicià els seus estudis d'arquitectura a Madrid el curs 1021-22, i els finalitzà a l'Escola d'Arquitectura de Barcelona on es titulà el 1929. La seva estada a Catalunya coincidí amb la gestació del moviment del GATEPAC, i tengué ocasió de relacionar-se amb alguns dels seus membres més destacats com Josep Lluís Sert, Josep Torres i Clavé, etc.
Amb l'escriptor Llorenç Villalonga i Pons, redactà el manifest De Arquitectura (1928), en contra dels corrents noucentistes i de les deixes modernistes, que es publicà al diari El Día, postulant que l'arquitectura ha de posar-se al servei de les persones, seguint el funcionalisme de Le Corbusier i Pierre Jeanneret. Dins un relatiu funcionalisme realitzà el xalet del cap provincial de la Falange Española a les Illes Balears Alfonso de Zayas (Can Pastilla, 1932), l'església de Sant Ferran de les Meravelles (1935), el cafè Mercantil (Inca, 1936), del qual dissenyà també el mobiliari, Can de la Rosa, després Can Gilet (Palma, 1936), Casa Josefa Mayol (1936), ampliació Casa Alonso (1941) i Casa Pallicer (1940), aquestes tres darreres catalogades a la Fundació DOCOMOMO. Esdevengué així el peoner del funcionalisme teòric i pràctic a la Mallorca del decenni de 1930, però la manca de materials adients limità l'aplicació dels nous corrents arquitectònics a obres de petites dimensions. La revista Brisas (1934-36), dirigida per Villalonga, acollí els seus projectes i articles. Anà canviant d'estils. A més del racionalisme, l'influí l'arquitectura popular rural de Mallorca i d'Eivissa, l'estil californià d'Arthur Edward Middlehurst, el noucentisme de Guillem Forteza Pinya, els models del renaixement italià i el neoclassicisme dels edificis oficials. En total signà 1870 projectes.
Quan esclatà la Guerra Civil Espanyola contribuí a la protecció de Palma contra els bombardeigs de l'aviació republicana amb Proyectos de modelos de refugios para casas de vecinos (1937). A partir d'un projecte de Francesc Roca, enllestí l'edifici del Govern Civil (1936-40). Ocupà el càrrec d'inspector tècnic de construccions i fou nomenat regidor de Palma (1940). Seguí els corrents oficials del nou règim i construí segons les línies del monumentalisme regionalista. Projectà la Delegació d'Hisenda, (1942-45) amb Ambrosio Arroyo, imitació de Can Olesa i Can Vivot; l'Escola de Treball de Palma (1945) i la Casa Consistorial de Muro (1950). Reformà sales d'espectacles com el Cinema Born, de Palma (1942), i contribuí a la revifalla de l'arquitectura religiosa de la postguerra amb la Casa Diocesana d'Exercicis (Son Quint, 1942) i l'església dels Àngels a les Cadenes (1945). Projectà a Palma les clíniques Deyà (1939) i Femenia (1952). Des del 1939, reprengué els projectes de xalets als voltants de Palma, amb presència creixent d'elements funcionalistes. Des de 1955, en el context de l'arquitectura del turisme derivada de models italians contemporanis, s'allunyà dels exercicis regionalistes i neorenaixentistes de postguerra i retornà, relativament, als seus orígens dins el funcionalisme: Hotel Maricel, (Cas Català, 1948) i, especialment, a l'Hotel Nixe, (Cala Major, 1955-57).
Com a urbanista, participà en el concurs per a un pla d'ordenació urbana de Palma (1940). En contrast amb el projecte guanyador de Gabriel Alomar i Esteve (Pla Alomar) que resultà guanyador, propugnava el manteniment dels carrers i edificis històrics, així com la protecció del Teatre Líric dins la remodelació de l'Hort del Rei. Projectà també la urbanització de Son Fortesa (Palma), el balneari d'Illetes (Calvià) i uns estudis de cinema a Son Armadans.